# Belovodskoe
Belovodskoe (en kirguís y ruso: Беловодское) es un pueblo grande en la provincia de Chuy de Kirguistán. Su población era de 23.046 en 2021. Es la sede administrativa del distrito de Moskva, y está ubicada en la ruta europea E40 (M39) de Biskek a la carretera de Shymkent.

## Historia
Belovodskoe fue establecido por 12 familias de colonos de la gobernación de Astracán del Imperio Ruso en la primavera de 1868. El asentamiento se llamó Belovodskoe ("agua blanca" en ruso) por el nombre del río Ak-Suu ("agua blanca" en kirguís) cerca del cual se colocó. La primera calle del pueblo se llamó Astracán. Más tarde, se unieron a ellos los colonos de otras áreas del imperio, en su mayoría de la gobernación de Vorónezh y la gobernación de Orel. Fueron seguidos por más campesinos de la gobernación de Poltava, la gobernación de Járkov y la gobernación de Sarátov. El idioma utilizado por los colonos era una mezcla de idioma ruso y ucraniano.
El político ucraniano y ex campeón mundial de boxeo Vitali Klichkó nació en Belovodskoe.